# 九頭竜正志
九頭竜 正志（くずりゅう まさし、1987年 -）は、日本の小説家、推理作家。

## 経歴・人物
福井県生まれ、在住。2014年、「さとり世代探偵の緩やかな日常」が新潮社が主催する第1回新潮ミステリー大賞の最終候補作に選ばれる。2015年、同作を「さとり世代探偵のゆるやかな日常」に改題し、新潮文庫nexより刊行、小説家デビューを果たす。同作の帯には選考委員の貴志祐介から「この新人は大化けする」との推薦文が寄せられた。同年、「卵の中」が第2回新潮ミステリー大賞の最終候補作に選ばれる

## 作品リスト
- さとり世代探偵のゆるやかな日常（2015年5月 新潮社）